# Municipio de Naranjal
El municipio de Naranjal se encuentra en el estado mexicano de Veracruz. Es uno de los 212 municipios de la entidad y tiene su ubicación en la región montañosa de la zona centro del estado. Sus coordenadas son 18°48′44.03″N 96°57′43.45″O / 18.8122306, -96.9620694 y cuenta con una altura de 740 m s. n. m. Su cabecera es la localidad de Naranjal.
El municipio lo conforman ocho localidades (Naranjal, Tequecholapa, Axalpa, Xochitla, Zoquiapa, Nexca, San Martin y Tonalapa) en las cuales habitan 4.640 personas.
Su clima es templado-húmedo, con una temperatura media anual de 21,4 °C, lluvias abundantes en verano y principios de otoño.
Naranjal celebra en julio sus fiestas en honor de san Cristóbal, patrono del pueblo.

## Escudo
"Tierra fértil y frutal", debido a la producción de café, plátano y naranja, en otras variedades de frutas. Sus colores, azul: hidrografía, naranja, rojo y amarillo: producción agrícola, verde: vegetación y café: tierra.

## Límites
- Norte: Fortín e Ixtaczoquitlán
- Sur: Tequila y Zongolica
- Este: Amatlán de los Reyes y Coetzala
- Oeste: Ixtaczoquitlán y Tequila

## Fisiografía
- Provincia:              Sierra Madre del Sur (76%) y Llanura Costera Veracruzana (24%).[4]
- Subprovincia:           Sierras Orientales (76%) y Llanura Costera Veracruzana (24%).[4]
- Sistema de topoformas Sistema de cumbres tendidas (76%) y Valle de laderas tendidas (24%).[4]

## Edafología
- Suelo dominante:    Luvisol (59%), Vertisol (18%) y Acrisol (16%).[4]

## Hidrografía
- Región hidrológica: Papaloapan (100%).[4]
- Cuenca:             R. Papaloapan (100%).[4]
- Subcuenca:          R. Blanco (100%).[4]
- Corrientes de agua: Perennes: Blanco y Popocatl.[4]

## Uso de suelo y vegetación
- Uso de suelo:       Agricultura (89%) y zona urbana (7%).[4]
- Vegetación:         Selva (4%).[4]